# Hamichlol
Hamichlol (на иврит: המכלול) е цензурирано уики и онлайн енциклопедия за аудиторията на ултраортодоксалните евреи – хареди. Повечето от статиите на сайта са точни копия (към датата, на която са били копирани) на статии от Уикипедия на иврит или преработени версии на статии в Уикипедия на иврит, адаптирани за читателите хареди, докато оригиналните статии към този момент представляват малка част от всички статии в сайта. Редакторската общност на сайта цензурира главно всяко споменаване на хомосексуалност, информация, която противоречи на креационисткия мироглед, и поведение, считано за нескромно.
През 2014 г. израелският хасидски равин Йосеф Каминер основава Института за грамотност и правилно знание, който по-късно създава, управлява и поддържа сайта. Сайтът стартира на 11 януари 2015 г. Към 2 октомври 2020 г. сайтът съдържа 279 979 статии, което към този момент е с около три хиляди повече от Уикипедия на иврит. Въпреки това много от статиите на сайта, като тази за Бог, се редактират и преглеждат за съответствие с талмудическия закон. Към 2 октомври 2020 г. Alexa Internet класира сайта на 222-ро място по рейтинг в Израел.